# Caravan and the New Symphonia
Caravan and the New Symphonia je první koncertní album britské rockové skupiny Caravan, vydané v dubnu 1974 u vydavatelství Decca Records. Nahráno bylo v Theatre Royal v londýnské ulici Drury Lane. Album produkoval Dave Hitchcock a vedle členů skupiny na něm hrají členové orchestru The New Symphonia Orchestra. V roce 2001 vyšlo album v rozšířené reedici.

## Seznam skladeb
| Pořadí | Název                    | Autor                                                           | Délka |
| ------ | ------------------------ | --------------------------------------------------------------- | ----- |
| 1.     | Introduction             | Simon Jeffes                                                    | 6:55  |
| 2.     | Mirror for the Day       | Pye Hastings                                                    | 4:19  |
| 3.     | 4:19                     | Richard Coughlan, Pye Hastings, Richard Sinclair                | 12:02 |
| 4.     | Virgin on the Ridiculous | Pye Hastings                                                    | 6:53  |
| 5.     | For Richard              | Richard Coughlan, Pye Hastings, Dave Sinclair, Richard Sinclair | 13:48 |

## Obsazení
Caravan
- Pye Hastings – kytara, zpěv
- Geoff Richardson – elektrická viola
- Richard Coughlan – bicí
- John G. Perry – baskytara, zpěv
- Dave Sinclair – elektrické piano, varhany, syntezátory

Ostatní hudebníci
- Liza Strike – doprovodné vokály
- Vicki Brown – doprovodné vokály
- Margot Newman – doprovodné vokály
- Helen Chappelle – doprovodné vokály
- Tony Burrows – doprovodné vokály
- Robert Lindop – doprovodné vokály
- Danny Street – doprovodné vokály
- The New Symphonia Orchestra: Martyn Ford (dirigent), Paul Beer, Roger Chase, Robin Davies, Rita Eddowes, Liz Edwards, Wilfred Gibson, Roy Gillard, Tony Harris, Terry Johns, Skaila Kanda, Skaila Kanga, Chris Laurence, Helen Liebmann, Donald McVay, Geoff Perkins, Morris Pert, Martin Robinson, Godfrey Salmon, Jan Schlapp, Richard Studt, Colin Walker, Cathy Weiss, Dave Woodcock, Nick Worters, Gavyn Wright